# Zelotes tuobus
Zelotes tuobus är en spindelart som beskrevs av Chamberlin 1919. Zelotes tuobus ingår i släktet Zelotes och familjen plattbuksspindlar. Inga underarter finns listade i Catalogue of Life.